# Skoczów (gmina)
La gmina de Skoczów est une commune urbaine-rurale de la voïvodie de Silésie et du powiat de Cieszyn. Elle s'étend sur 63,27 km2 et comptait 25 595 habitants en 2006. Son siège est la ville de Skoczów.

## Villages
Hormis la ville de Skoczów, la gmina de Skoczów comprend les villages et localités de Bładnice, Harbutowice, Kiczyce, Kowale, Międzyświeć, Ochaby, Pierściec, Pogórze, Wilamowice, Wiślica.

## Gminy voisines
La gmina de Skoczów est voisine des gminy de Brenna, Chybie, Dębowiec, Goleszów, Jasienica, Strumień et Ustroń.